# Stephania venosa
Stephania venosa är en tvåhjärtbladig växtart som först beskrevs av Carl Ludwig von Blume, och fick sitt nu gällande namn av Kurt Sprengel. Stephania venosa ingår i släktet Stephania och familjen Menispermaceae. Inga underarter finns listade i Catalogue of Life.

## Bilder

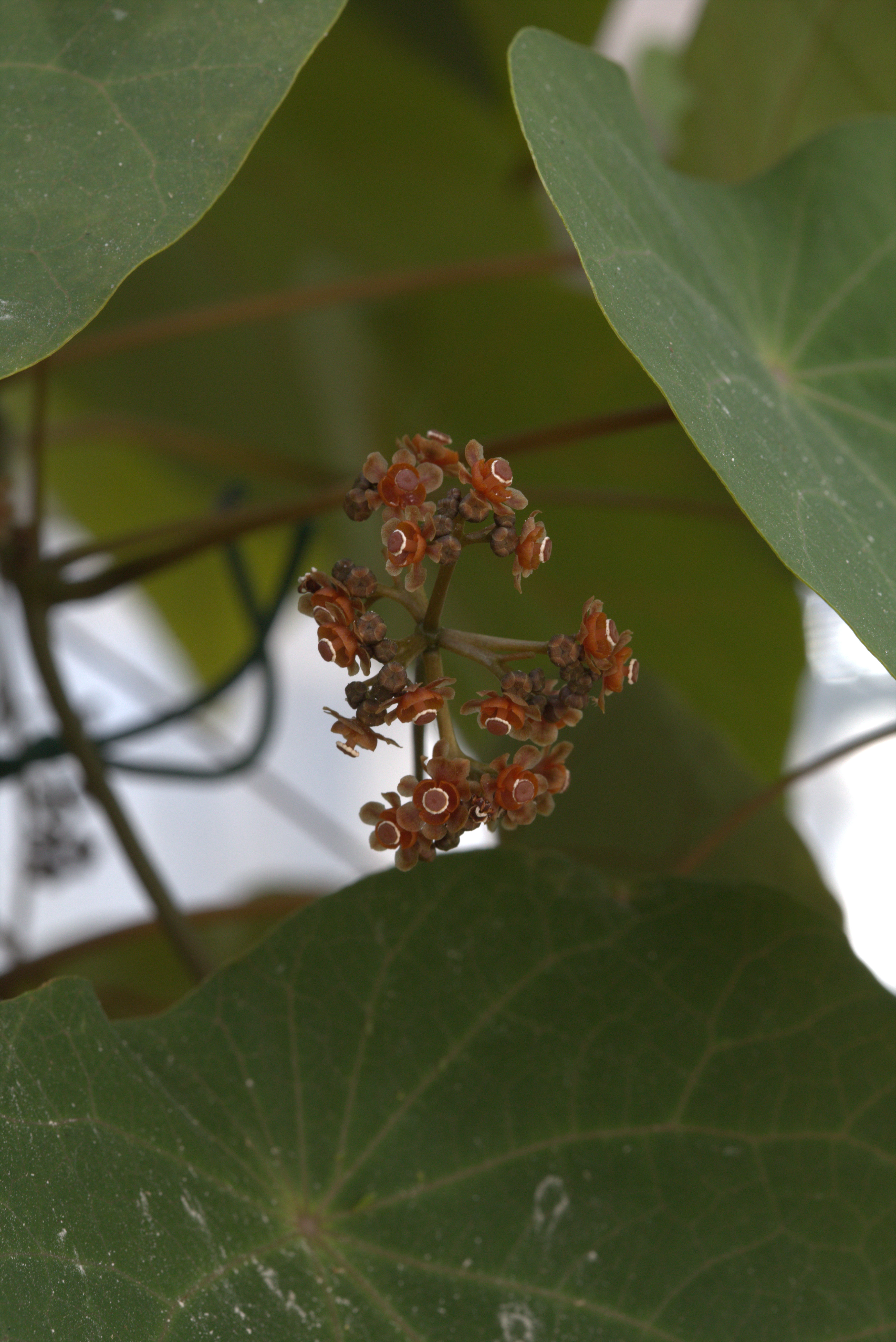
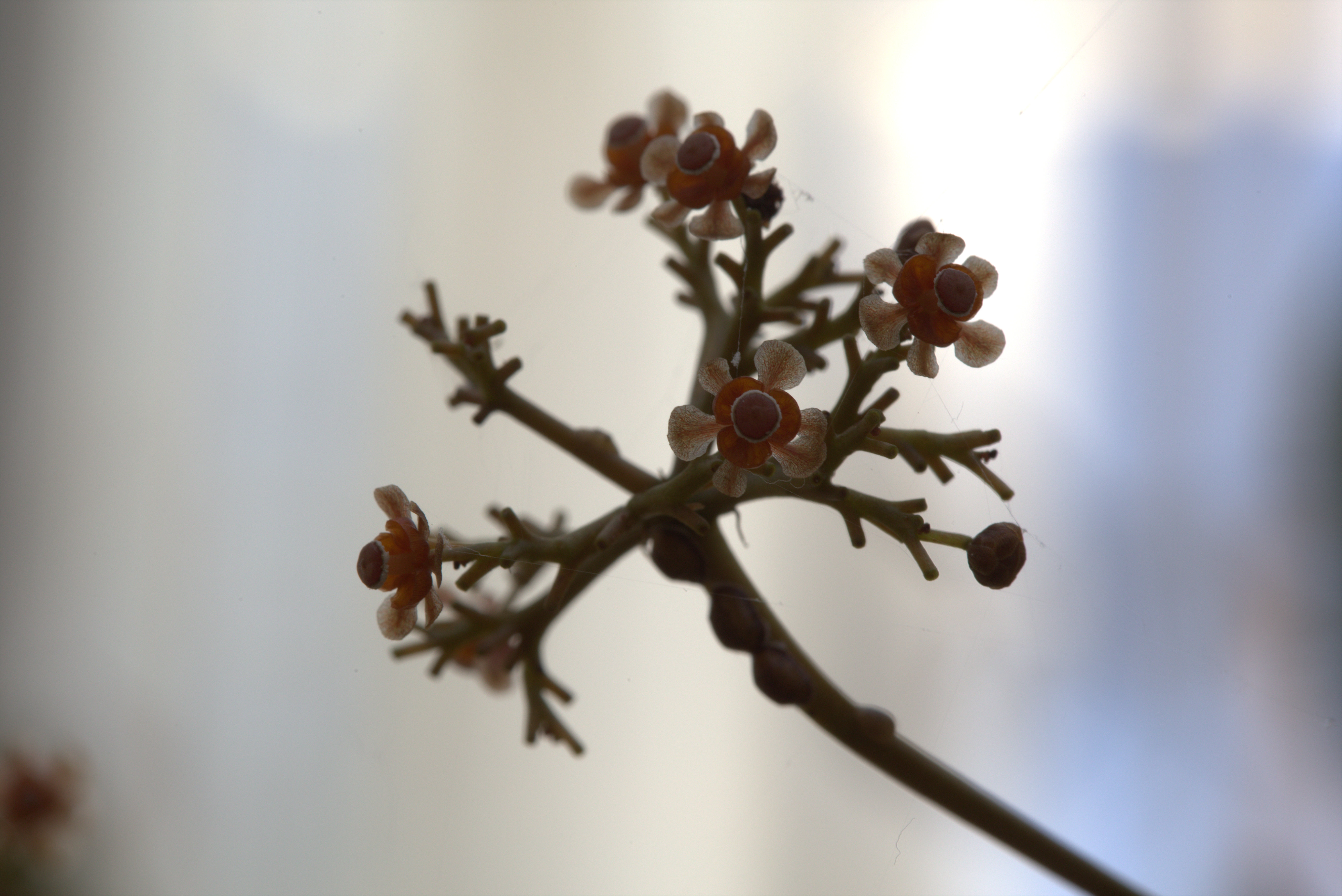